# Gey Carioca
Gey Carioca è un personaggio immaginario protagonista di una omonima serie a fumetti pubblicata in Italia dalle Edizioni Alpe.

## Storia editoriale
Il personaggio esordì nel 1948 nella collana Belle Avventure pubblicata dall'Editoriale Subalpino, ideato e sceneggiato da Max Massimino Garnier e Roberto Renzi, e disegnata da Paul Campani; venne pubblicata per 12 numeri fino al 1949 quando venne interrotta per problemi di censura a causa delle scene troppo audaci per l'epoca. Il personaggio venne ripreso nel 1950 dall'editore Cesare Civita che ne pubblicò una versione re-intitolata Tita Dinamita in Argentina che ottenne un certo successo. Negli anni settanta, durante la moda dei fumetti per adulti, il personaggio venne ripreso dalle Edizioni Alpe per una nuova serie a fumetti disegnata da Attilio Ortolani ma ebbe vita breve, chiudendo dopo 10 numeri nel 1974.

## Personaggio
Il personaggio venne caratterizzato ispirandosi allo stile delle donne di origine latinoamericana che era noto in Italia già dagli anni trenta grazie al cinema americano; era una donna avvenente e procace e intelligente che lavorava come segretaria in uno studio cinematografico di Hollywood; quando però si sentiva sotto pressione, ingoiava enormi quantità di pillole vitaminiche che, col tempo, le conferirono una forza straordinaria, facendola diventare un supereroe; grazie poi a una eredità divenne ricca rendendola oggetto delle mire di personaggi malvagi e vivendo varie avventure che erano spesso un pretesto per mostrarla in abiti discinti.